# Monasterio de Cetiña
El Monasterio de Cetiña (en serbio: Цетињски манастир) es un monasterio ortodoxo serbio en Montenegro. Se encuentra en Cetiña, y es la sede de la «Metropolitanate» de Montenegro y el Litoral. Su nombre deriva de San Pedro de Cetiña. Se trata de un centro de importancia histórica y cultural, que fue fundado entre 1701 y 1704 por el Príncipe-Obispo Danilo I en el emplazamiento de la antigua corte de Iván Crnojević.
Hay varias reliquias en el monasterio: Los restos de San Pedro de Cetiña, la "mano derecha" de San Juan Bautista, los restos de Petar II Petrović-Njegoš (trasladado), la Regalia real del Emperador Stephen Uroš IV Dušan, entre otros.